# Seytan
Seytan är en turkisk nyinspelning från 1974 av filmen Exorcisten, i regi av Metin Erksan. Handlingen är så gott som identisk med originalfilmens, man har till och med använt sig av originalmusiken. 

## Rollista (i urval)
- Canan Perver - Gül
- Cihan Ünal - Tuğrul Bilge
- Meral Taygun - Güls mor